# Tarsier Studios
Tarsier Studios ist ein Videospiel-Entwickler mit Sitz in Malmö, Schweden. 2004 gegründet als Team Tarsier, änderte das Team später seinen Namen zu Tarsier Studios, nachdem sie 2009 ihre ersten beiden Projekte veröffentlichten. 2010 unterschrieben sie einen Vertrag für ein neues unangekündigtes Projekt mit Sony Interactive Entertainment und Microsoft Windows als Publisher. Das Studio besteht aus rund 70 Angestellten. Am 19. Mai 2014 kündigte Tarsier Studios an, sie würden an einer neuen IP mit dem Namen Hunger für die PlayStation 4 arbeiten, welche später neu als Little Nightmares angekündigt und für Microsoft Windows, PlayStation 4, Xbox One, and Nintendo Switch veröffentlicht und von Bandai Namco Entertainment gepublished wurde.
Am 20. Dezember 2019 wurde Tarsier Studios von der Embracer Group für 9,5 Millionen Euro aufgekauft.

## Veröffentlichungen
| Jahr | Titel                              | Plattformen                                                                                 |
| ---- | ---------------------------------- | ------------------------------------------------------------------------------------------- |
| 2008 | LittleBigPlanet (DLC)              | PlayStation 3                                                                               |
| 2009 | Rag Doll Kung Fu: Fists of Plastic | PlayStation 3                                                                               |
| 2011 | LittleBigPlanet 2 (DLC)            | PlayStation 3                                                                               |
| 2012 | LittleBigPlanet PS Vita            | PlayStation Vita                                                                            |
| 2013 | DC Comics Premium Level Pack       | PlayStation 3                                                                               |
| 2014 | LittleBigPlanet 3                  | PlayStation 3, PlayStation 4                                                                |
| 2015 | Tearaway Unfolded                  | PlayStation 4                                                                               |
| 2017 | Little Nightmares                  | Microsoft Windows, Nintendo Switch, PlayStation 4, Xbox One                                 |
| 2017 | Statik                             | PlayStation VR                                                                              |
| 2019 | The Stretchers                     | Nintendo Switch                                                                             |
| 2021 | Little Nightmares 2                | Microsoft Windows, PlayStation 4, PlayStation 5, Nintendo Switch, Xbox One, Xbox Series X/S |